# ۱۳ شهریور
۱۳ شهریور صد و شصتمین و هشتمین روز سال در گاه‌شماری خورشیدی است. به پایان سال ۱۹۷ روز (۱۹۸ روز در سال کبیسه) باقی‌است.

## رویدادها
- ۱۱۲۵ - بین ایران و امپراتوری عثمانی عهدنامه گردان امضا شد
- ۱۳۹۲ - آغاز جام حذفی فوتبال ایران ۹۳–۱۳۹۲

## زادروز
- ۱۳۱۲ - محمدجواد باهنر، دومین نخست وزیر ایران
- ۱۳۷۸ - پریسا جوادی، تکواندوکار

## مرگ‌ها
- ۱۳۵۵ - محسن هشترودی، ریاضی‌دان، فیلسوف و شاعر
- ۱۳۹۱ - منوچهر آگاه، بنیان‌گذار اداره بررسی‌های اقتصادی بانک ملی ایران

## مناسبت‌ها
- روز بزرگداشت ابوریحان بیرونی در ایران[۱]
- روز تعاون
- روز مردم شناسی
- روز نقشه بردار